# Copris dudleyi
Copris dudleyi är en skalbaggsart som beskrevs av Yves Cambefort 1992. Copris dudleyi ingår i släktet Copris och familjen bladhorningar. Inga underarter finns listade i Catalogue of Life.